# Cambio conformacional

Los cambios conformacionales pueden provocar el movimiento de un complejo proteico. La kinesina que camina sobre un microtúbulo es una máquina de biología molecular que utiliza la dinámica de dominios de proteínas en nanoescalas.

En bioquímica, un cambio conformacional es un cambio en la forma de una macromolécula, a menudo inducido por factores ambientales.
Una macromolécula suele ser flexible y dinámica. Puede cambiar de forma en respuesta a cambios en su entorno u otros factores; cada forma posible se llama conformación, y una transición entre ellas se denomina cambio conformacional. Los factores que pueden inducir tales cambios incluyen temperatura, pH, voltaje, luz en cromóforos, concentración de iones, fosforilación o la unión de un ligando. Las transiciones entre estos estados ocurren en una variedad de escalas de longitud (décimas de Å a nm) y escalas de tiempo (ns a s), y se han relacionado con fenómenos funcionalmente relevantes como la señalización alostérica y la catálisis enzimática.

## Análisis de laboratorio
Muchas técnicas biofísicas como la cristalografía, la RMN, la resonancia paramagnética electrónica (EPR) que utilizan técnicas de etiquetado de espín, el dicroísmo circular (CD), el intercambio de hidrógeno y FRET se pueden utilizar para estudiar el cambio conformacional macromolecular. La interferometría de polarización dual es una técnica de banco capaz de medir cambios conformacionales en biomoléculas en tiempo real a muy alta resolución. Recientemente se ha aplicado una técnica óptica no lineal específica llamada generación de segundo armónico (SHG) al estudio del cambio conformacional en proteínas. En este método, se coloca una sonda activa de segundo armónico en un sitio que experimenta movimiento en la proteína por mutagénesis o unión no específica del sitio, y la proteína se adsorbe o inmoviliza específicamente en una superficie. Un cambio en la conformación de la proteína produce un cambio en la orientación neta del tinte en relación con el plano de la superficie y, por lo tanto, la intensidad del segundo haz armónico. En una muestra de proteína con una orientación bien definida, el ángulo de inclinación de la sonda se puede determinar cuantitativamente, en el espacio real y en tiempo real. Los aminoácidos no naturales activos de segundo armónico también se pueden utilizar como sondas. Otro método aplica biosuperficies electroconmutables donde las proteínas se colocan encima de moléculas de ADN cortas que luego se arrastran a través de una solución tampón mediante la aplicación de potenciales eléctricos alternos. Al medir su velocidad, que en última instancia depende de su fricción hidrodinámica, se pueden visualizar los cambios conformacionales.

## Ejemplos
Los cambios conformacionales son importantes para:
- transportadores ABC[4]
- catálisis[5]
- locomoción celular y proteínas motoras[6]
- formación de complejos de proteínas[7]
- canales iónicos[8]
- mecanorreceptores y mecanotransducción[9]
- actividad reguladora[10]
- transporte de metabolitos a través de las membranas celulares[11]